# Městské opevnění (Klatovy)
Městské opevnění v Klatovech v Plzeňském kraji je částečně dochovaný systém středověkých hradeb, věží a bašt ze třináctého až šestnáctého století. Pozůstatky opevnění jsou chráněny jako kulturní památka. Nejlépe se dochovaly na východní a severovýchodní straně města.

## Historie
Klatovy byly založeny v místech staršího osídlení králem Přemyslem Otakarem II. na začátku druhé poloviny třináctého století. Městské opevnění vzniklo v blíže neznámé době, ale podle archeologického výzkumu byly základy hlavní hradby zahloubeny do kulturní vrstvy ze třináctého století, nevznikly tedy současně s městem. Výstavba hradby snad souvisí s rekonstrukcí města, která následovala po požáru v roce 1288. Současně s hlavní hradbou byly postaveny okrouhlé a polookrouhlé, dovnitř otevřené věže. Hranolové věže jsou zřejmě mladší.

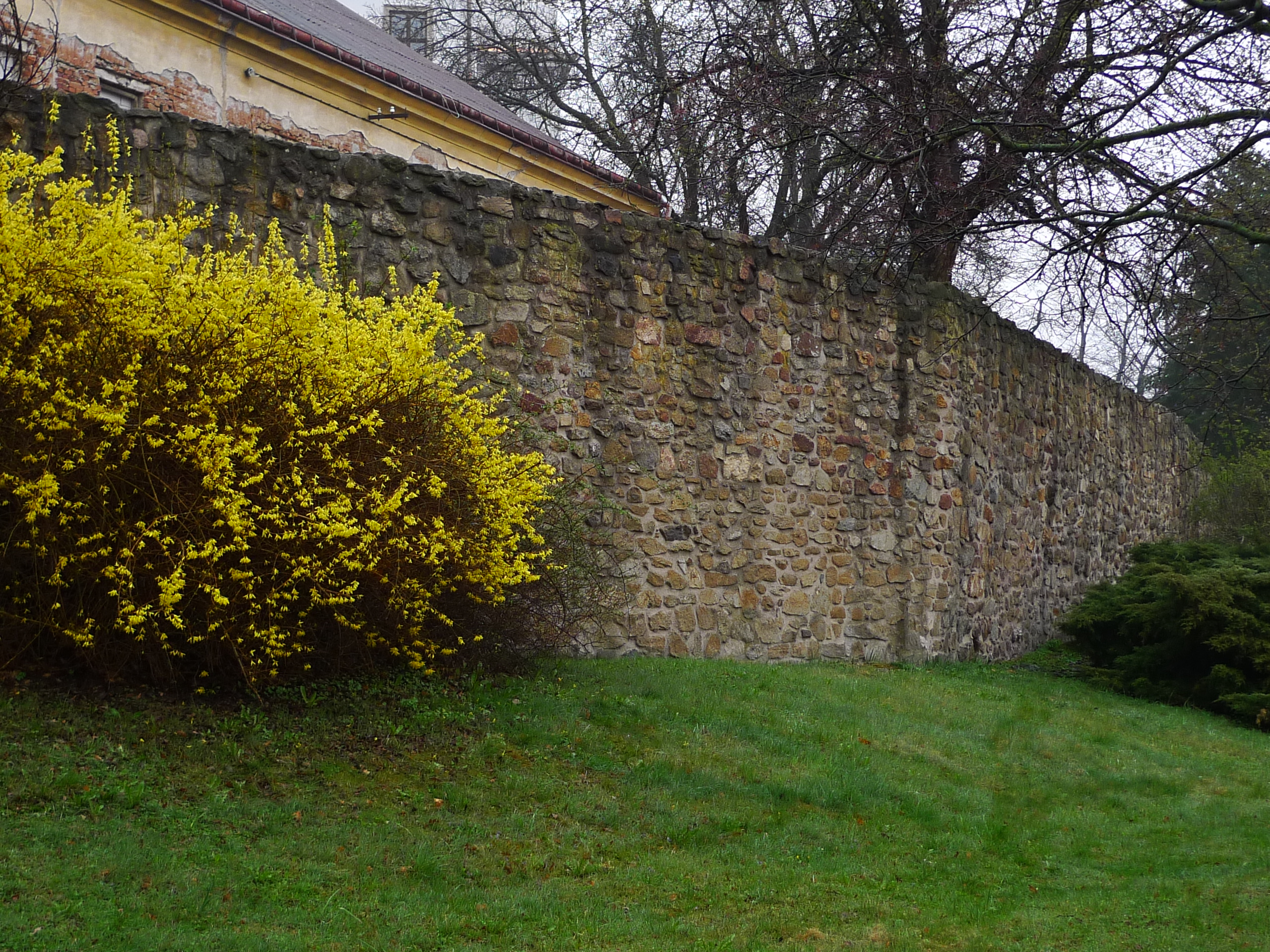
Hlavní hradba na jižní straně

Město bývalo významnou oporou panovnické moci. Ačkoliv se klatovští měšťané ve vrcholném a pozdním středověku účastnili celé řady vojenských akcí, město samo dobýváno nebylo. Nečetné písemné prameny se vztahují především k opravám opevnění. Roku 1387 král Václav IV. město osvobodil na dva roky od všech daní a povolil mu vybírat clo. Takto získané peníze měli měšťané použít na opravu hradeb, příkopů a věží. Výběr dalšího cla z koní, dobytka a jiného zboží dovezeného na prodej do města po dobu dvaceti let panovník umožnil roku 1402, opět s určením prostředků na znovupostavení věží, zdí a hloubení příkopů.
Od první poloviny devatenáctého století byly jednotlivé části opevnění postupně bourány.

## Stavební podoba
Historické centrum města leží na pravém břehu Úhlavy a jeho rozloha je přibližně 11,5 hektaru. Má vejčitý půdorys a terén se sklání od jihovýchodu k severozápadu. Přirozenou ochranu mu poskytoval svah říční terasy, který však na východní a jihovýchodní straně chybí. Systém opevnění se ve vrcholné podobě skládal z hlavní a parkánové hradby, příkopu, valu, vnější hradby v čele tohoto valu a vnějšího příkopu. Existence opevnění předměstí je možná, ale neprokázaná. Na vrchu Hůrka a na návrší nad Plánickým předměstím (u vodojemu) stávaly strážní věže.

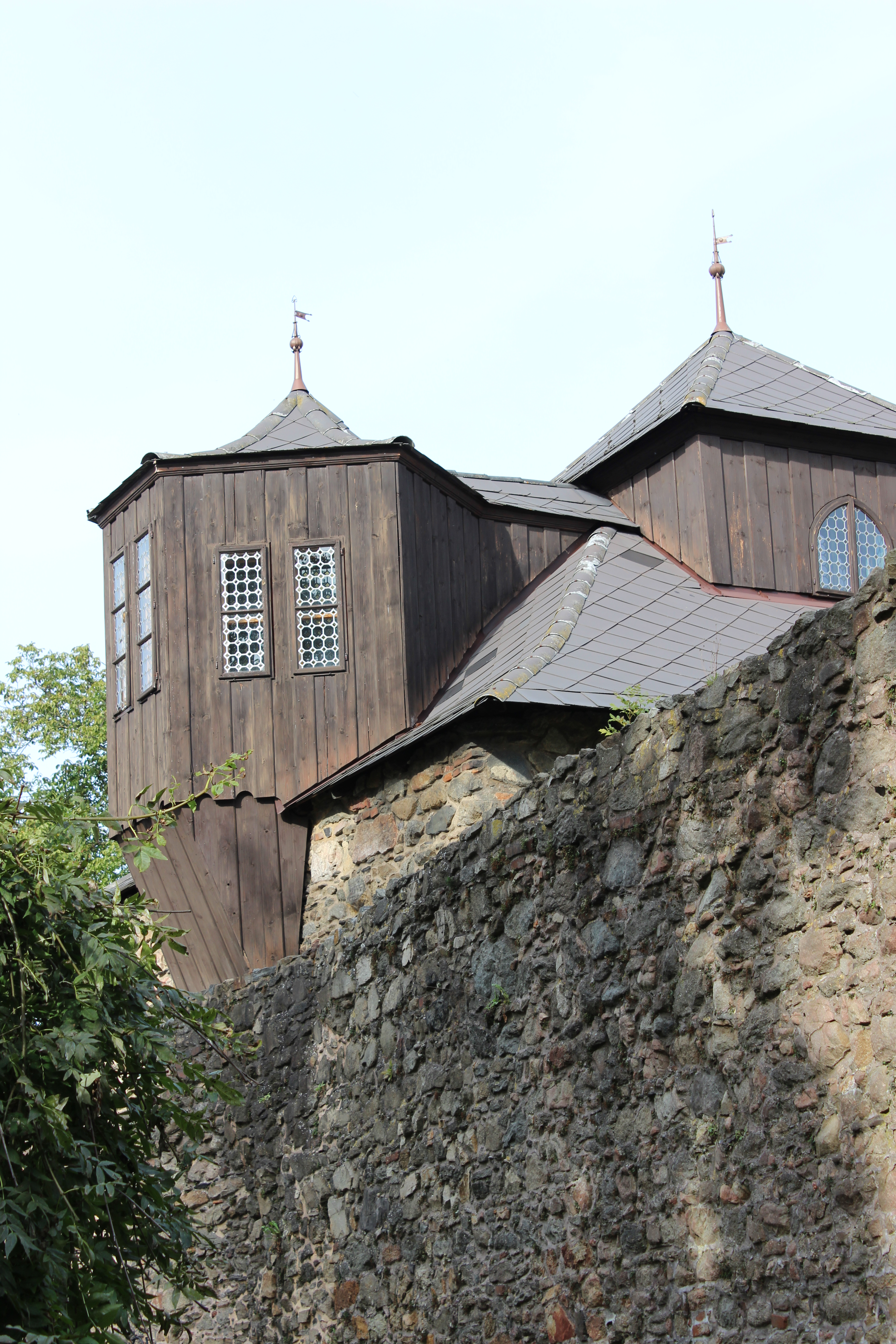
Vnitřní strana hranolové věže východně od kostela Narození Panny Marie

Hlavním obranným prvkem byla hradba široká 180–200 centimetrů. Podle Willenbergovy veduty byla ukončena cimbuřím, z nehož se dochovaly jen relikty předprsní zídky. Hradbu zesilovaly polookrouhlé věže, vzájemně vzdálené 25–30 metrů. V upravené podobě se dochovaly na východní straně, kde v bývalých nárožích stojí také dvě tzv. okrouhlice, tj. válcové věže, které svou hmotou výrazně vystupovaly před vnější líc hradby. Archeologicky je doložena existence podobné věže u Randovy ulice.

### Věže
Obě okrouhlé věže mají průměr asi osm metrů. Lépe se dochovala severovýchodní věž, do níž se vstupovalo z hradebního ochozu portálkem v prvním patře. Přízemí bylo přístupné jen otvorem v klenutém stropě. Nad vstupním podlažím bývala další dvě patra s trámovými stropy, vybavená štěrbinovými střílnami. Podobně byla uspořádána také jihovýchodní věž, jejíž dvě střílny v prvním patře umožňovaly flankování přilehlých kurtin a byly vybaveny zděnými soklíky pro zaklesnutí hákovnic. Další čtveřice střílen je ve druhém patře věže.
Z hranolových věží se nejlépe dochovala silně přestavěná věž východně od kostela Narození Panny Marie. Délka jejích stran přesahovala osm metrů. Původně byla věž na straně do města otevřená a její střílny umožňovaly ostřelování prostoru parkánu. Torzovitě se zachovaly další tři hranolové věže, které patrně při některé z přestaveb nahradily starší věže s okrouhlým půdorysem.

### Vnější opevnění

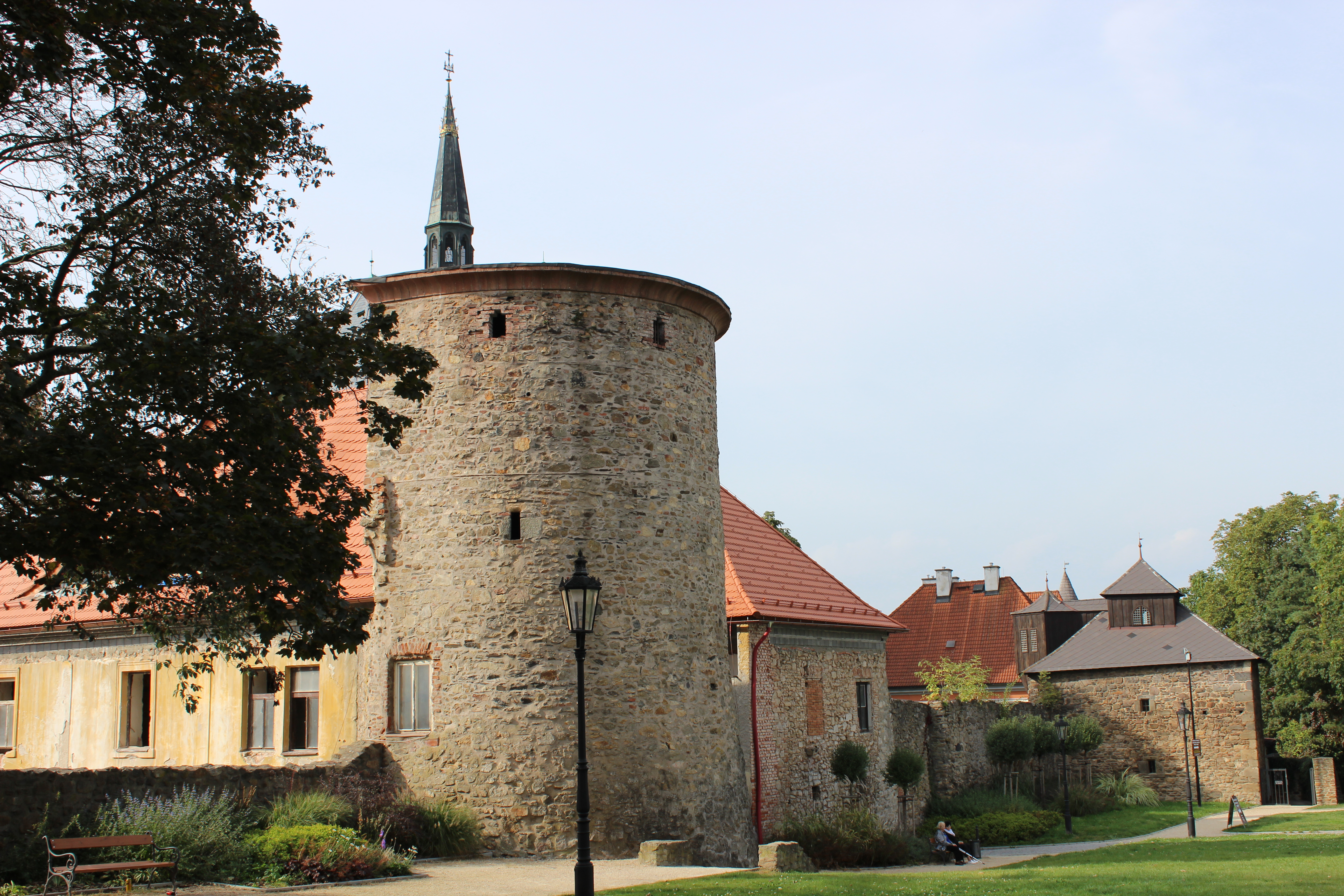
Východní část parkánu s torzem původně válcové věže se střílnami pro ruční palné věže; v pozadí je patrný pozůstatek hranolové věže

Na hlavní hradbu navazoval asi deset metrů široký parkán, vymezený parkánovou zdí, z níž se dochovala pouze silně upravené torza. Parkánová hradba obíhala nejspíše celé město a byla zpevněna hranolovými, dovnitř otevřenými baštami. Před zdí se nacházel vnitřní příkop, před nímž vedl val.
Vnější strana valu byla zpevněna asi jeden metr širokou zdí, která bývala zakončena uzavřeným hrázděným ochozem se sedlovou střechou. V přibližně osmimetrových intervalech zeď prolamovaly čtvercové střílny přístupné z koruny valu. Také vnější hradbu v padesátimetrových rozestupech zesilovaly půlkruhové a nejspíše i hranolové, dovnitř otevřené bašty, zakončené podobným ochozem jako přiléhající hradba.
Příkop a vnější val se dochovaly zejména v prostoru severovýchodně od kostela Narození Panny Marie a severně od Zlatnické ulice.

### Brány
Do města se vstupovalo trojící bran a jednou menší brankou v jihozápadní hradbě. Všechny brány zanikly. Na křižovatce Vídeňské a Komenského ulice stávala Lubská brána (zbořena roku 1841), přibližně v místech křížení Vančurovy ulice s ulicí Kpt. Jaroše bývala Špitálská brána (zbořena roku 1835) a u křižovatky Pražské a Václavské ulice se nacházela Klášterská brána. Na vnější straně na brány navazovaly vstupní koridory dlouhé asi čtyřicet metrů, které u vnější hradby končily patrně patrovými průjezdnými budovami s obdélným půdorysem.
Podle archeologických výzkumů měly všechny tři hlavní brány podobu průjezdných hranolových věží. Z Lubské brány bylo odkryto jen boční zdivo z lomového kamene o délce 290 centimetrů. U Pražské brány byl nalezen klenutý můstek přes příkop a část vyzdívky přístupového koridoru. Věž Špitálské brány měla obdélný půdorys s délkou stran šest až sedm metrů a dochovaná koruna zdiva se nachází v hloubce osmdesáti centimetrů pod povrchem. V průjezdu brány se nacházela tzv. vlčí jáma určená snad pro sklápění stěžejkového padacího mostu. Před bránou býval můstek přes mlýnskou strouhu a na něj navazovaly zdi vstupního koridoru k vnější hradbě. Před ní se nacházel můstek přes vnější příkop.